# La historia de Natalee Holloway
La historia de Natalee Holloway es un telefilme basado en la desaparición de la estudiante estadounidense Natalee Holloway, ocurrida en la isla caribeña de Aruba el 30 de mayo de 2005. El caso de la desaparición y presumible asesinato de Holloway se convirtió en uno de los casos criminales más mediáticos en la historia reciente de Estados Unidos, estrenado el 19 de abril de 2009. El guion de Teena Booth, especializada en llevar historias reales a la pequeña pantalla, se basa en los datos conocidos sobre la desaparición de Natalee Holloway y en el libro escrito por Beth Holloway-Twitty, madre de Natalee.
Tracy Pollan interpretó a Beth Holloway, madre de Natalee, Amy Gumenick encarnó a Natalee Holloway, ambas aparecen también en la secuela Justicia para Natalee, estrenada en 2011.

## Sinopsis
Natalee Holloway es una estudiante estadounidense de 18 años recién graduada. Natalee y sus compañeros de la Escuela Secundaria Mountain Brook viajan a la isla de Aruba. Tras una noche de diversión en los locales de la isla, Natalee no se presenta en su hotel. A los padres de Natalee se les comunica que su hija adolescente ha desaparecido sin dejar rastro, y de inmediato se trasladan al escenario de la desaparición. Natalee se encontraba en estado de embriaguez en uno de los locales de Aruba donde fue vista la noche de su desaparición. Su madre, Beth Holloway-Twitty (Tracy Pollan), vive una angustiosa situación que parece no tener fin. No conforme con la investigación de las autoridades, Beth se lanza a una frustrante búsqueda que durará más de cuatro años. Junto con su marido, George (Grant Show) y su mejor amiga Carol (Catherine Dent), Beth lucha por descubrir la verdad. Un joven holandés llamado Joran van der Sloot (Jacques Strydom) se convierte en sospechoso en la desaparición, pues fue una de las últimas personas que la vieron con vida.

## Reparto
- Tracy Pollan como Beth Holloway-Twitty, madre de Natalee
- Grant Show como George Twitty, esposo de Beth y padre de Natalee
- Catherine Dent como Carol Standifer
- Amy Gumenick como Natalee Holloway
- Jacques Strydom como Joran van der Sloot
- Natasha Loring como Hayley
- Kim Senogles como Justine
- Erin Cloytier como Darla
- Clayton Evertson como Deepak Kalpoe
- Hein De Vries como Satish Kalpoe, hermano de Deepak
- Julie Summers como Barbara Waxman
- Cokey Falkow como Patrick van Eem
- Leigh Bremridge como Diana Peterson
- Susan Danford como Maggie
- Sean Cameron Michael como Paul van der Sloot, padre de Joran van der Sloot
- Sean Higgs como el detective Frank Sneider
- Andre Jacobs como el detective Roemer
- Bjorn Steinbach como Brent
- Wayne Harrison como Dave Holloway
- Kevin Otto como el entrenador Jerry Winter
- Patrick Lyster como Peter de Vries
- George Jackos como Edwin Bekker
- Kai Coetzee como Matt Holloway
- Francesco Nassimbeni como entrevistador
- Michael Dube como manager del hotel
- Anthony Oseyemi como oficial
- Julie Hartley
- Astara Mwakalumbwa como recepcionista
- Simthembile Sibetu
- Alistair Moulton Black

## Producción
La historia de Natalee Holloway fue producida por PeaceOut Productions y Frank von Zerneck Films para Sony Pictures Television; 
El papel de Natalee Holloway fue ofrecido a Sara Paxton a principios de 2008. Paxton rechazó el papel porque consideraba que era demasiado pronto para hacer una película sobre la desaparición de Holloway, que seguía siendo ampliamente tratada en los medios. Spencer Redford también fue considerada para el rol de Natalee. 
La película se rodó íntegramente en Ciudad del Cabo, Sudáfrica.

## Secuela
Justicia para Natalee, también protagonizada por Tracy Pollan, estrenada en 2011, narra hechos posteriores a los hechos narrados en La historia de Natalee Holloway, como el asesinato
cometido por Joran Van Der Sloot en Perú, su detención en Chile y los infructuosos intentos de Beth Holloway para que confiese el paradero de su hija.